# George Nkuo
George Nkuo, né le 28 janvier 1953 à Njinikom, est un prélat catholique camerounais, évêque de Kumbo depuis 2006. 

## Biographie
Il est ordonné prêtre le 26 avril 1981. Benoît XVI le nomme évêque de Kumbo le 8 juillet 2006, en remplacement de Mgr Cornelius Fontem Esua, devenu archevêque de Bamenda.